# Neuhaus-Eiche

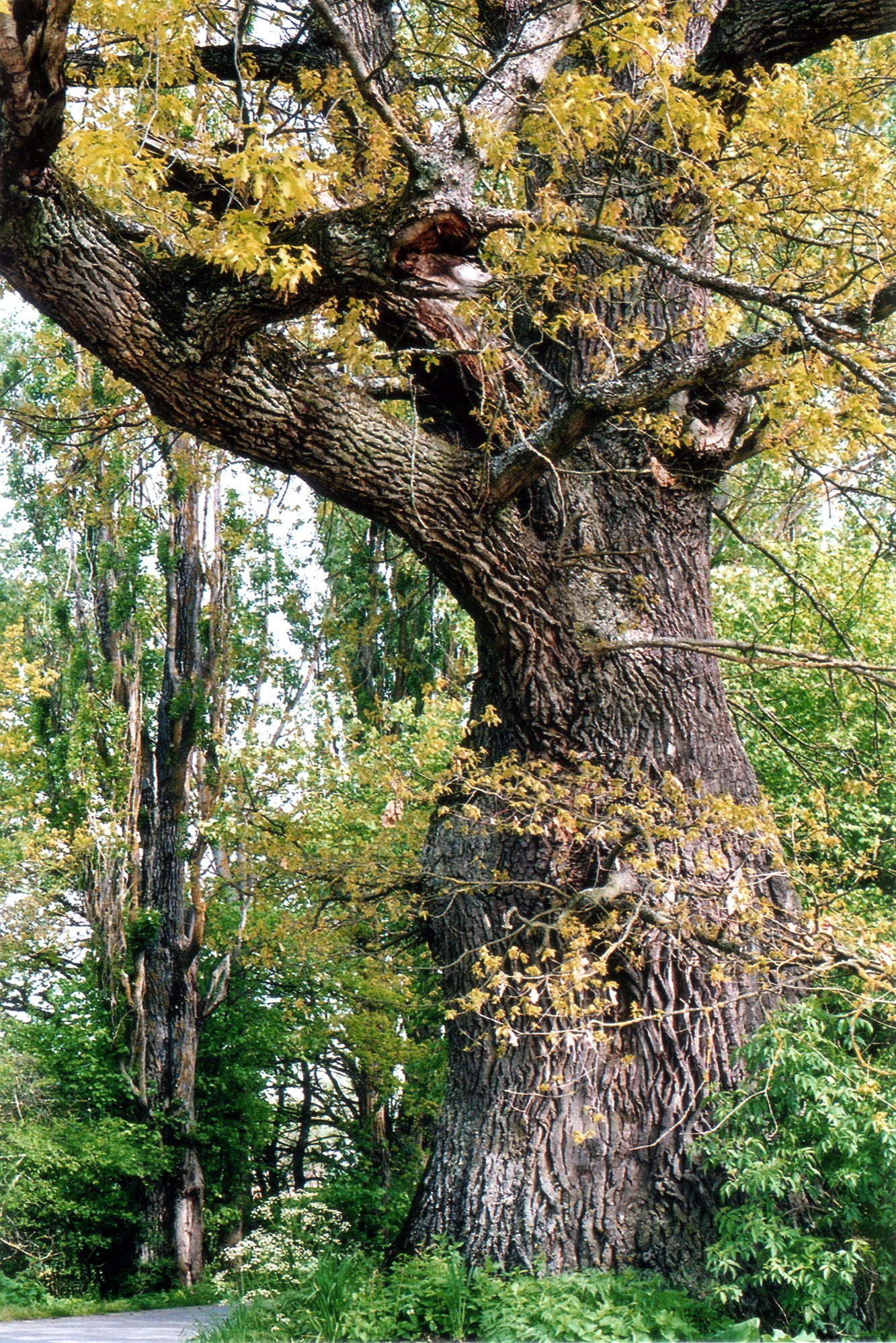
Neuhaus-Eiche, Hofgut Neuhaus/Starzach

Die Neuhaus-Eiche ist der stärkste Baum im Landkreis Tübingen und ein ausgewiesenes Naturdenkmal. Ihr Standort befindet sich nahe dem Hofgut Neuhaus an einer kleinen Abzweigung der Ortsverbindungsstraße zwischen dem Starzacher Ortsteil Wachendorf und Bad Imnau.
Bei einem Stammumfang von 7,20 Metern und einem Alter von angenommen zwischen 400 und 500 Jahren gilt diese Stieleiche (Quercus robur) als eine der am wenigsten bekannten Baumveteranen der Region. Auf der vom vorbeiführenden Weg abgewandten Seite klafft eine über 4 Meter hohe und 1,2 Meter breite Höhlung im Stamm, die schon vor langer Zeit durch den Abbruch eines Seitenstammes entstanden ist. Durch die nachfolgende Fäulnis haben sich große Teile des Stamminneren bereits weitgehend zersetzt. Dennoch findet über die Außenbereiche noch Nährstoffversorgung statt, so dass viele Bereiche der verbliebenen Krone noch austreiben können.
Die Neuhaus-Eiche ist nicht zu verwechseln mit der sogenannten 700-jährigen Eiche im niedersächsischen Amt Neuhaus.